# عبد الله بن خيران
أبو محمد عبد الله بن خيران الكوفي كوفي الأصل، نزيل بغداد. محدث صدوق، وأحد رواة الحديث النبوي. حدث عن: شعبة، وعبد الرحمن المسعودي. وحدث عنه: أحمد بن حرب، ومحمد بن غالب تمتام، وعيسى زغاث، وأبو بكر بن أبي الدنيا، وآخرون. قال أبو بكر الخطيب: اعتبرت له أحاديث كثيرة، فوجدتها مستقيمة تدل على ثقته. وذكره العقيلي فقال: لا يتابع على حديث. ثم ساق له ثلاثة أحاديث حسنة.